# Lithobius colchicus
Lithobius colchicus är en mångfotingart som beskrevs av Muralevitch 1907. Lithobius colchicus ingår i släktet Lithobius och familjen stenkrypare. Inga underarter finns listade i Catalogue of Life.